# Weidling (Bootstyp)

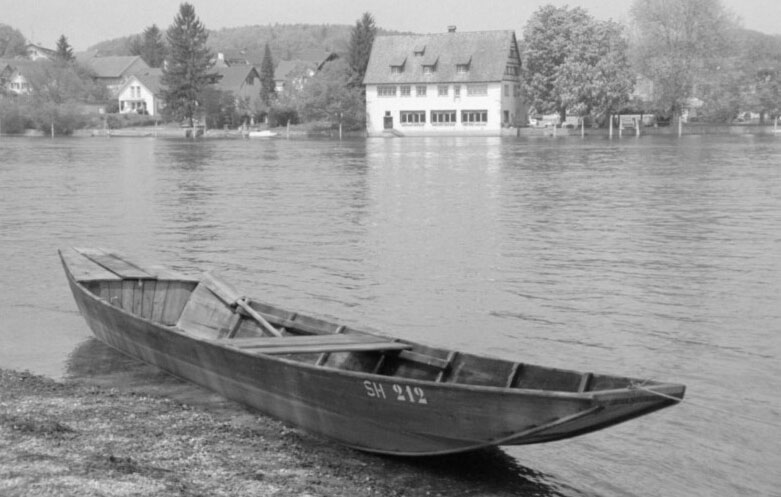
Weidling aus Holz bei Schaaren (TG), Schaffhausen (CH); im Hintergrund die Alte Rheinmühle von Büsingen (Juni 2000)

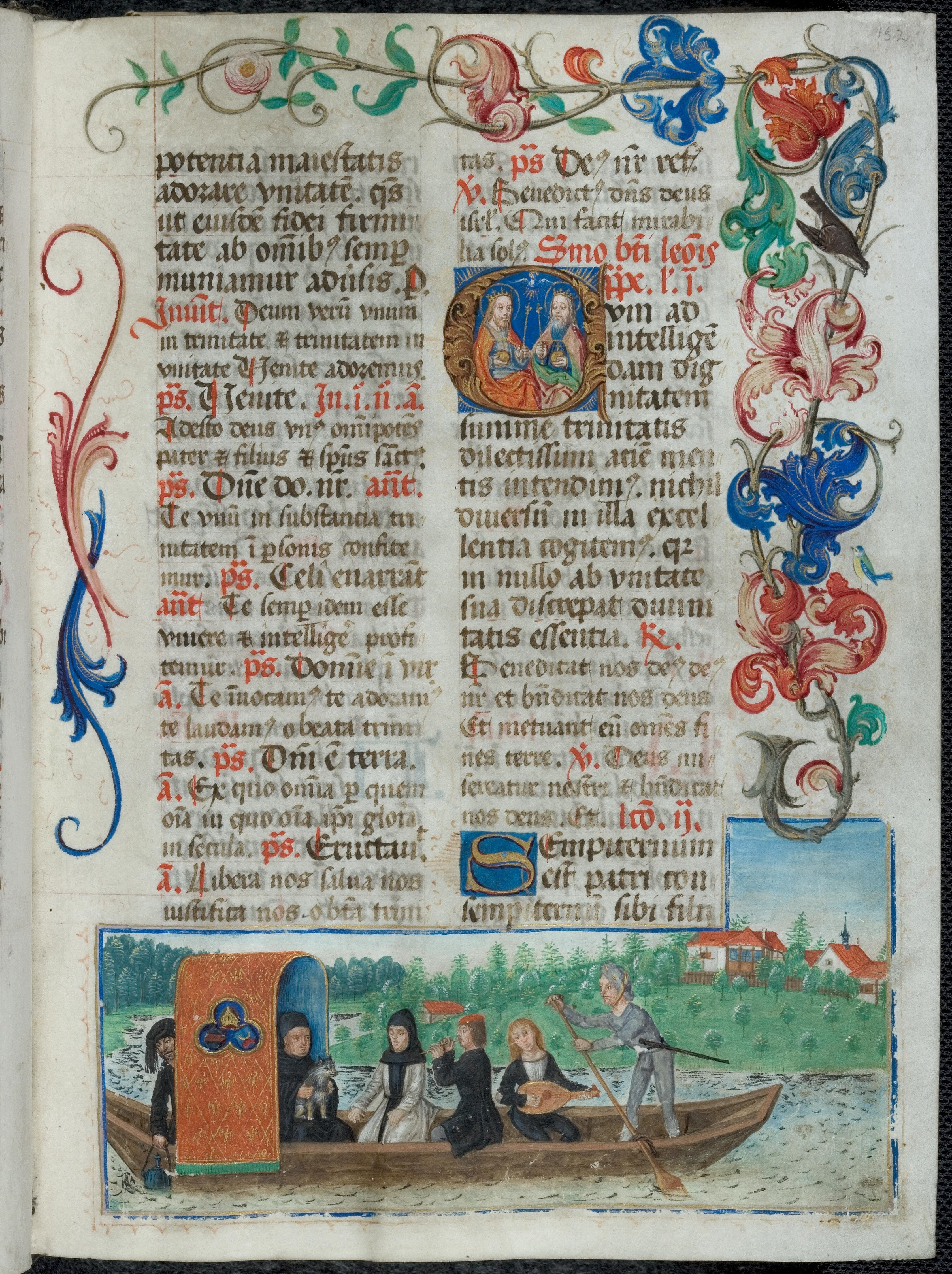
Darstellung einer Bootsfahrt von Mönchen und Musikern des Klosters Salem auf dem Bodensee (Salemer Abtsbrevier, 1494/1495, Signatur: Universitätsbibliothek Heidelberg, Cod. Sal. IXd, Fol. 152^{r})

Ein Weidling (Baseldütsch Waidlig) ist ein Flachboot, das mit Steh-Rudern fortbewegt wird. Der Bootstyp ist in der Regel rund 10 Meter lang und hat ein Gewicht von etwa 320 Kilogramm. Früher aus Holz gefertigt, wird er heute auch aus Kunststoff und Metall hergestellt. „Langschiffe“ bringen es auf ca. 15 m Länge und rund 1.700 kg.

## Fortbewegung
Weidlinge werden traditionell im tiefen Wasser mit einem „Stehruder“ – einem Riemen wie bei der venezischen Gondel – oder zwei Stehrudern (je eines hinten und eines vorne gegenüberliegend) oder zwei gekreuzten Stehrudern hinten vorwärtsgerudert. Im flachen Uferbereich werden sie mit einem oder zwei „Stacheln“ flussaufwärts geschoben. An dafür geeigneten Ufern kann der Weidling auch vom Land aus gezogen werden, das „Treideln“. Falls das Boot beim Heck eine entsprechende Aussparung im Boden hat oder einen flachen Heckspiegel, kann es auch mit einem Außenbordmotor versehen werden.

## Geschichte und Verwendung
Dieser Bootstyp ist mit rund 5.000 Jahren Gebrauch wohl einer der ältesten Schiffsbautypen der Welt und wurde bereits von den Kelten benutzt. Noch heute ist er insbesondere in der Schweiz an Flüssen und Seen weit verbreitet; von der schweizerischen Armee wird er als Übersetzboot verwendet: Die „Genietruppe“ war unter anderem auch für den Bau von Brücken und Flussbauwerken verantwortlich. Die Brückenbauer und Schiffsführer heißen Pontoniere, auch die Übersetzboote haben einen flachen Heckspiegel. Pontoniere üben in Vereinen und bei Wettkämpfen den Umgang mit Weidlingen auch in der Freizeit – die Sportart „Wasser-“ bzw. „Weidlingfahren“ wird ausschließlich mit Weidlingen betrieben; in zahlreichen Strand-, Fluss- und Seebädern stehen Weidlinge als Rettungsfahrzeuge zur Verfügung.
In der Schweiz wird der Weidling seit 2012 auf der Liste der (199) lebendigen Traditionen der Schweiz aufgeführt; mit diesen Booten wurden auf den nationalen Flüssen Aare, Reuss, Limmat, Thur und Rhein schon vor Jahrhunderten auch schwere Lasten transportiert; in entsprechenden Aufzeichnungen findet sich der Begriff erstmals im 14. Jahrhundert. Weidlinge begründeten damit auch die europäische internationale Binnenschifffahrt mit: Für 1790 sind z. B. auf dem Weg von Koblenz AG nach Brugg 2.142 Weidlinge dokumentiert, beladen mit im Schnitt sechs Fässern Salz, einer Gesamtladung von gut zwei Tonnen entsprechend – sie wurde jeweils von ca. drei Männern transportiert. Unter den Transportgütern über die Flüsse wurden auch Kälber geschifft, ebenso Getreide, Eisen, Tabak, Baumwolle, Bergkristalle und vieles mehr.
In Basel am Rheinknie zwischen Hoch- und Oberrhein will der Verein Waidlig Basilea auf der Grundlage des UNESCO-Übereinkommens zur Bewahrung des immateriellen Kulturerbes „einen Beitrag leisten, dass dieses Kulturerbe in der Region Basel wieder wahrgenommen wird und neben Basler Fasnacht, Herbstmesse, Vogel Gryff und anderen Basler Traditionen seinen verdienten Platz findet“; der Limmat Club Zürich ist nach eigener Aussage mit ca. 1.200 Mitgliedern der älteste und auch der grösste „Wasserfahrverein“.
Die deutsche Stadt Neuenburg am Rhein veranstaltete 2019 ein Regatta ihrer vier Ortsteile (Neuenburg, Steinenstadt, Zienken, Grißheim) u. a. mit einem Weidling-Rennen.
Zur Eröffnung der grenzüberschreitenden Städtlefasnacht in Laufenburg am Hochrhein setzen die Narro-Altfischer noch heute mit einem Weidling vom deutschen Rheinufer zum schweizerischen Laufenburg auf der anderen Flussseite über.
Mittlerweile werden Weidling-Fahrten auch touristisch vermarktet, z. B. verbunden mit einer „Goldsuche“ im Geschiebe am und im Oberrhein bei Grißheim, oder in Basel.

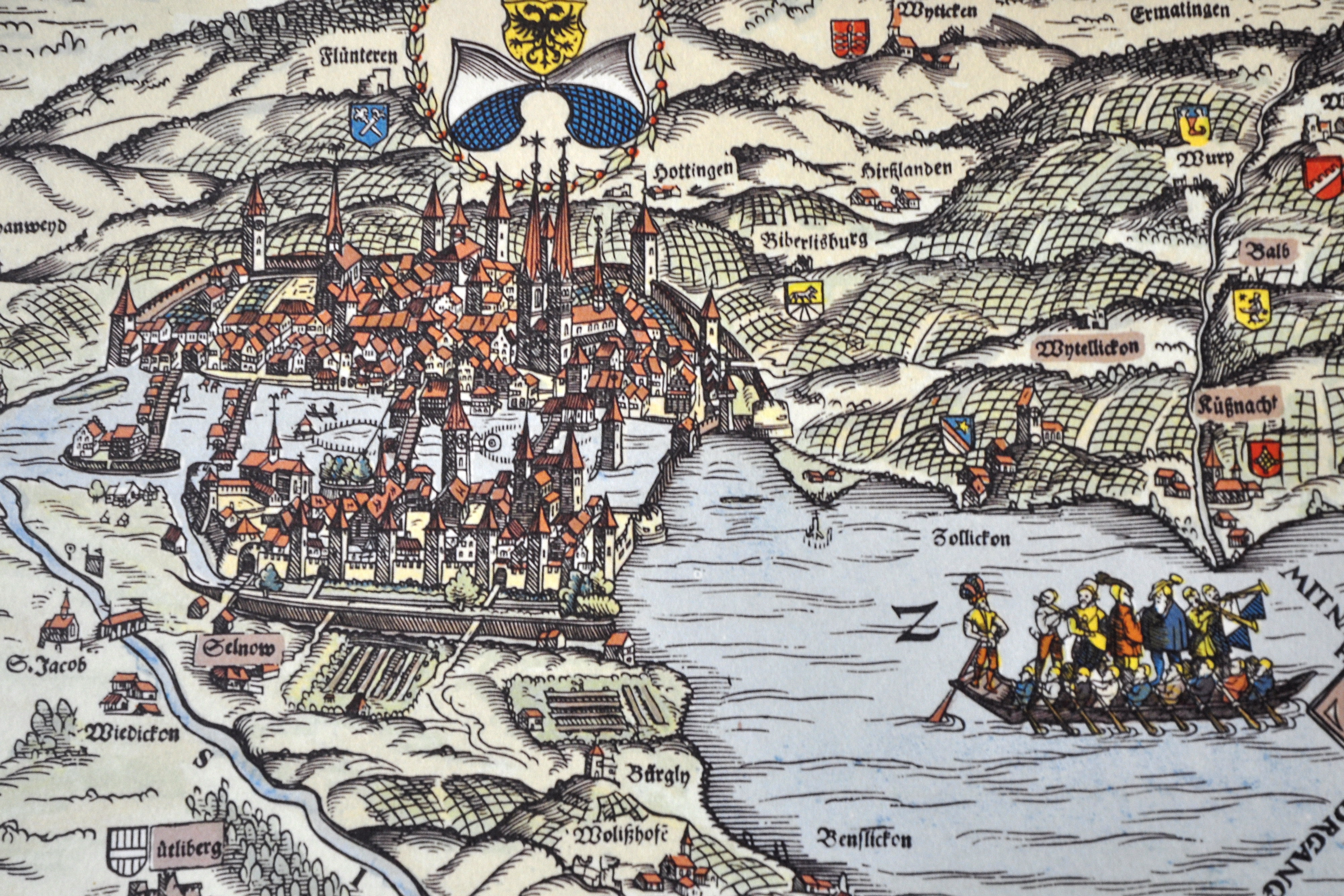
Karte des Zürcher Gebiets 1566 (Auszug): Eine Gesandtschaft auf dem Zürichsee
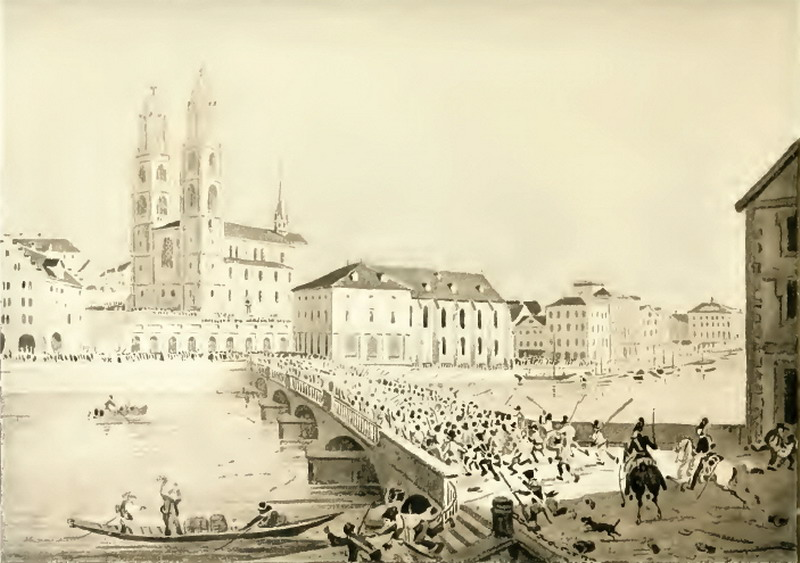
6. September 1839: Rückzug der Kolonne Ralin über die Münsterbrücke Zürich – mit Lasten-Weidling in der Limmat
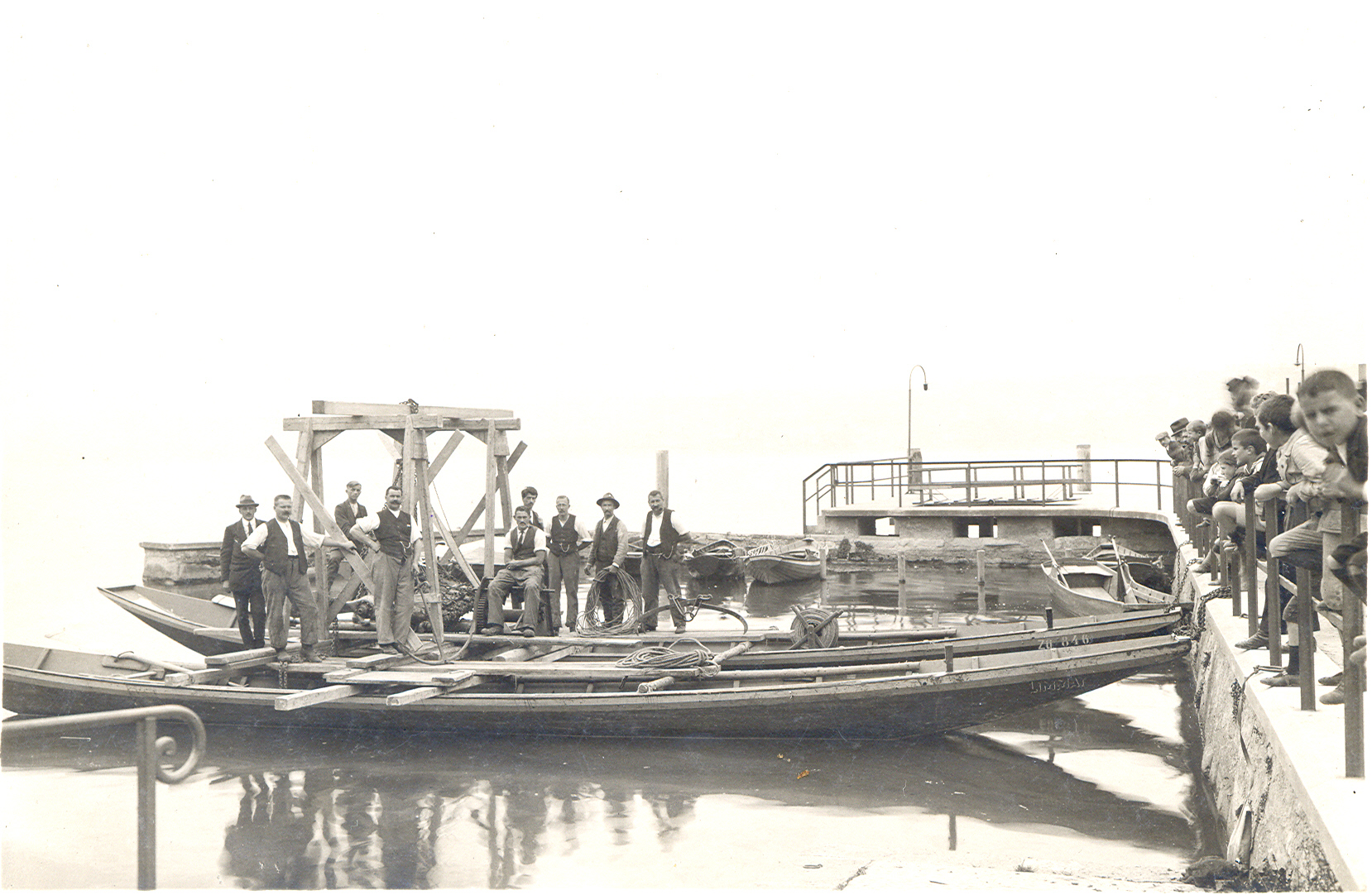
Zollikon, September 1920: Berge-Weidlinge zum Absturz zweier finnischer Savoia S.9
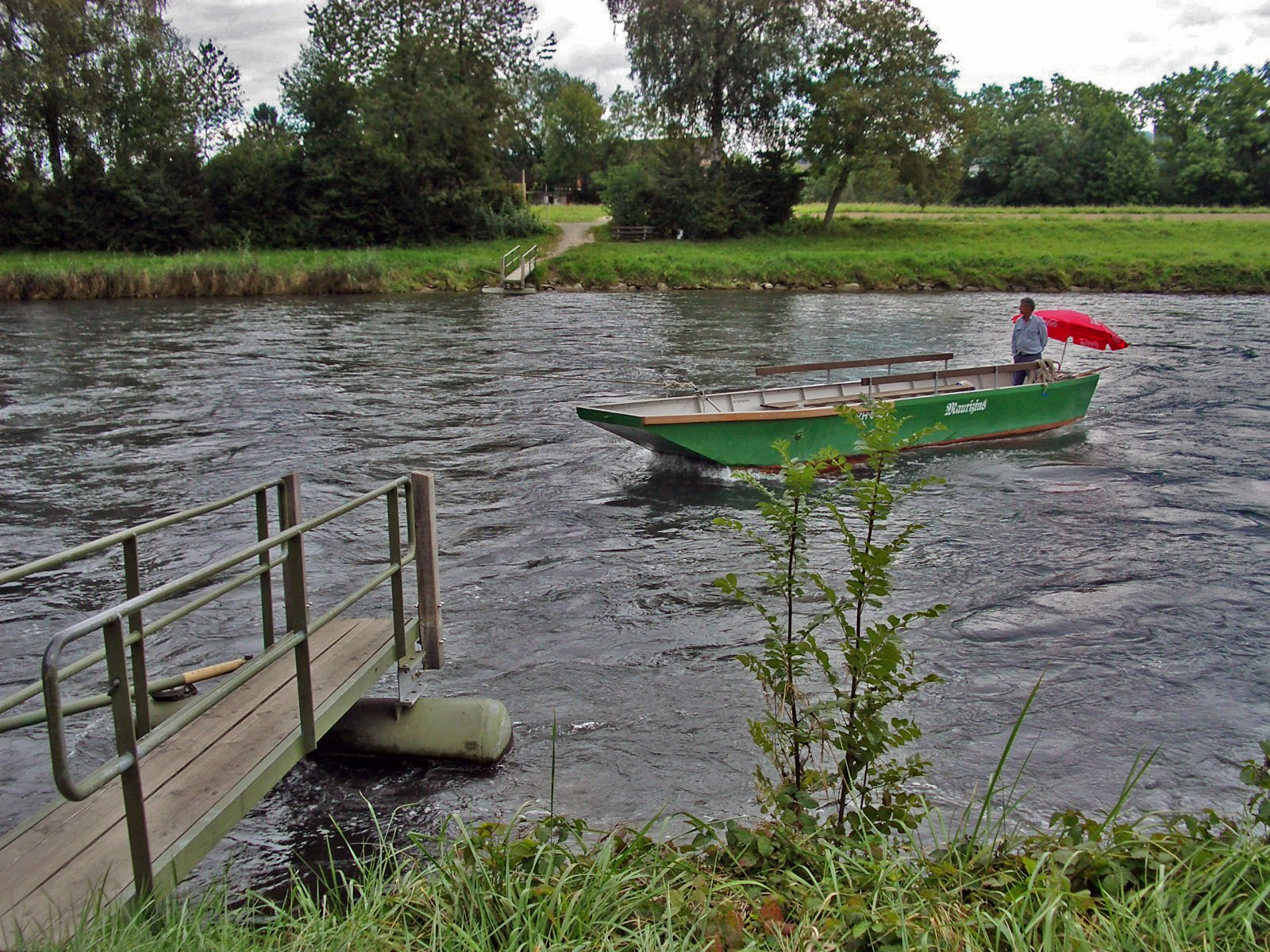
September 2007: Fähre Kloster Fahr–Schlieren
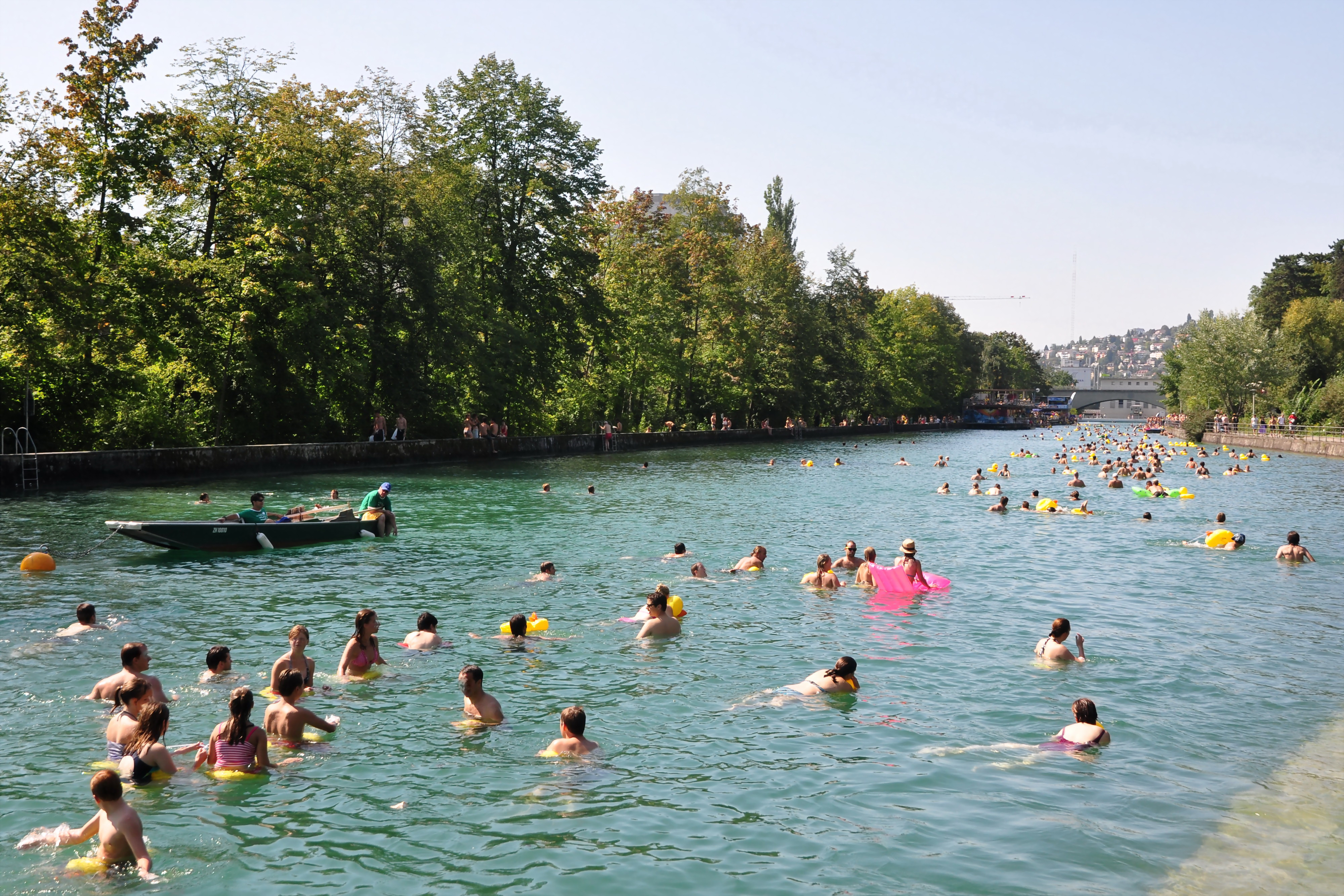
August 2011, Zürich-Unterstrass: Limmatschwimmen – mit Rettungs-Weidling
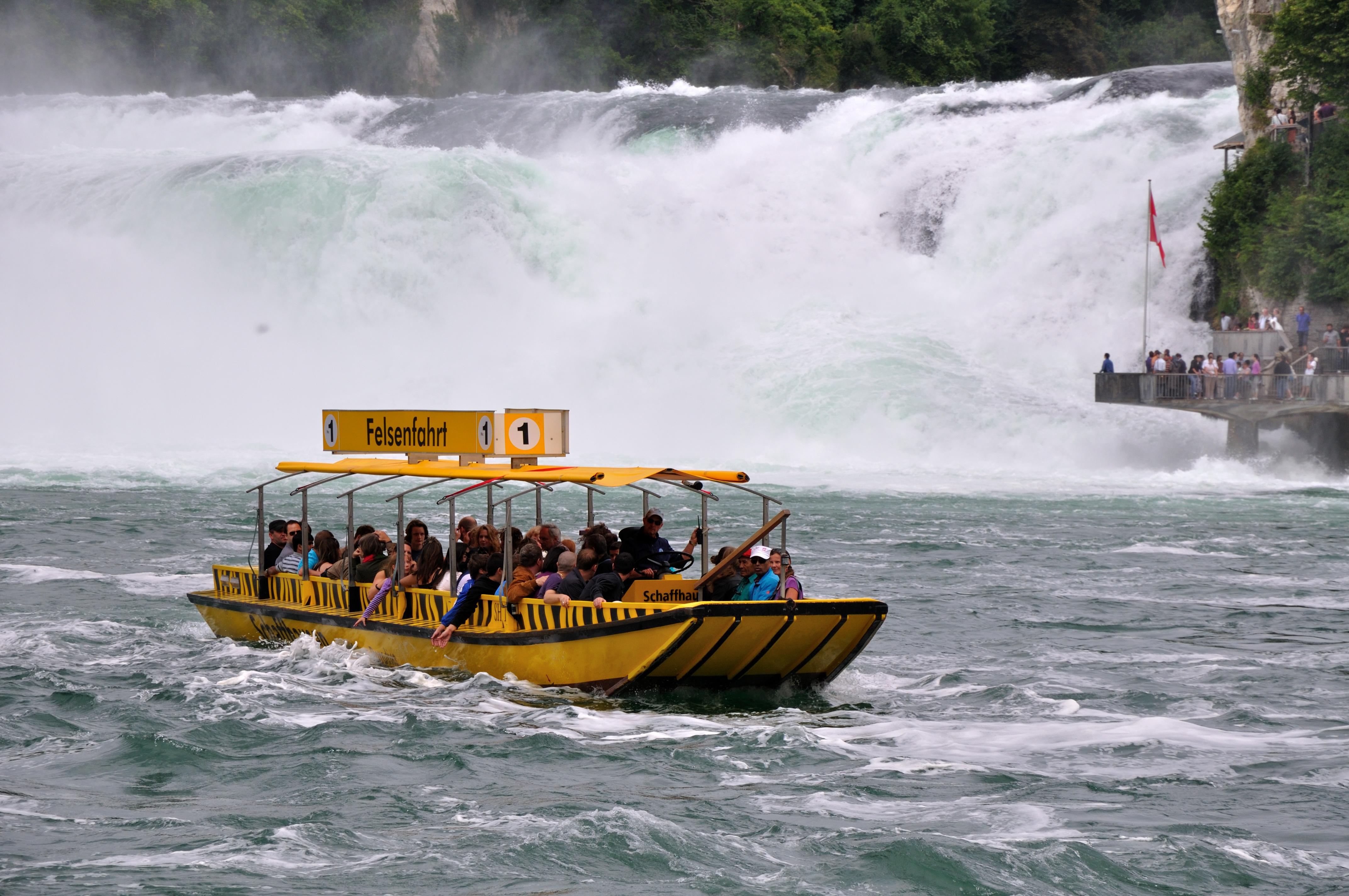
Juli 2017, Rheinfall Schaffhausen: Ein Touristik-Weidling
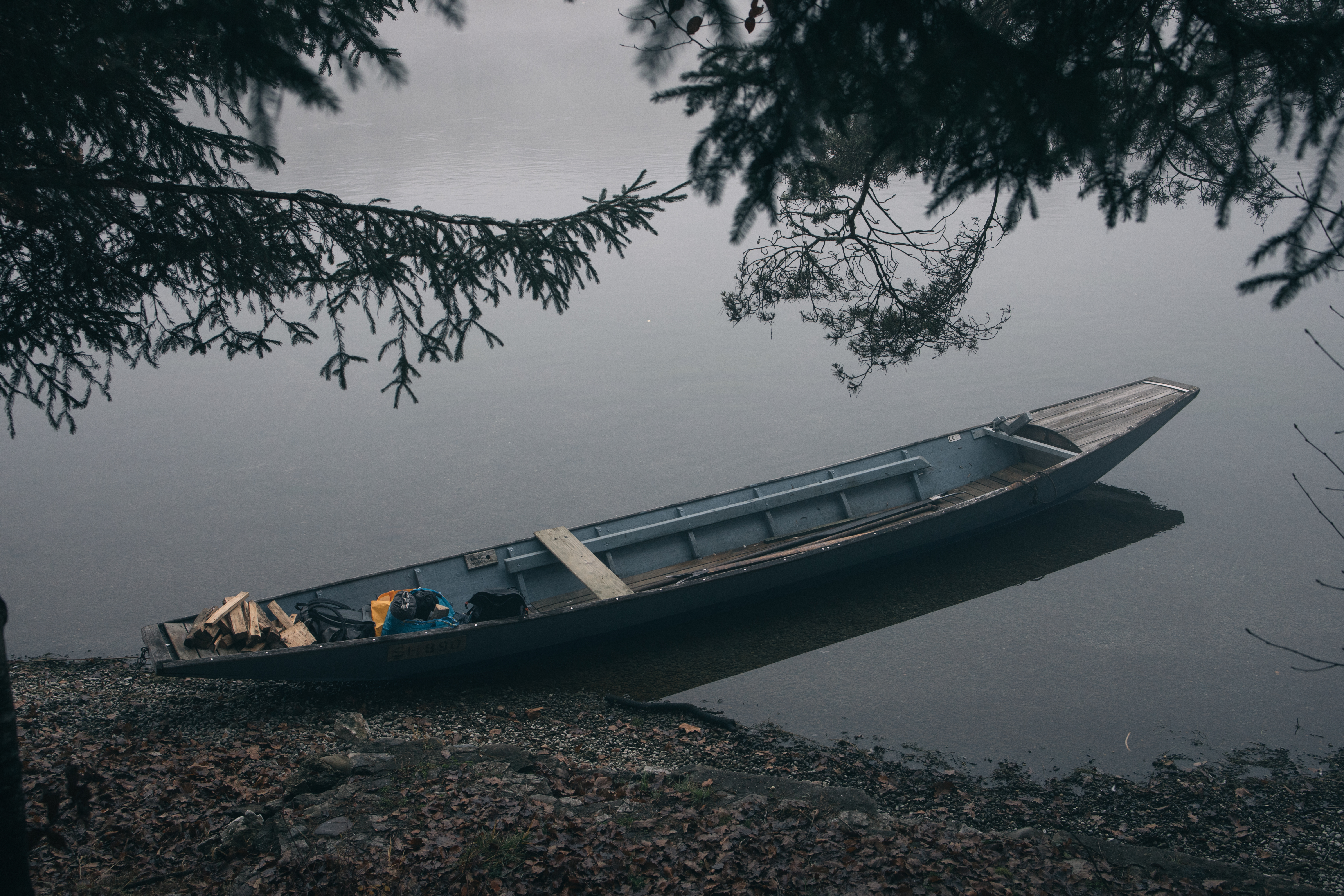
Dezember 2020, Schaffhausen: Am Hochrhein-Ufer angelandeter Weidling

## Ähnliche Boote

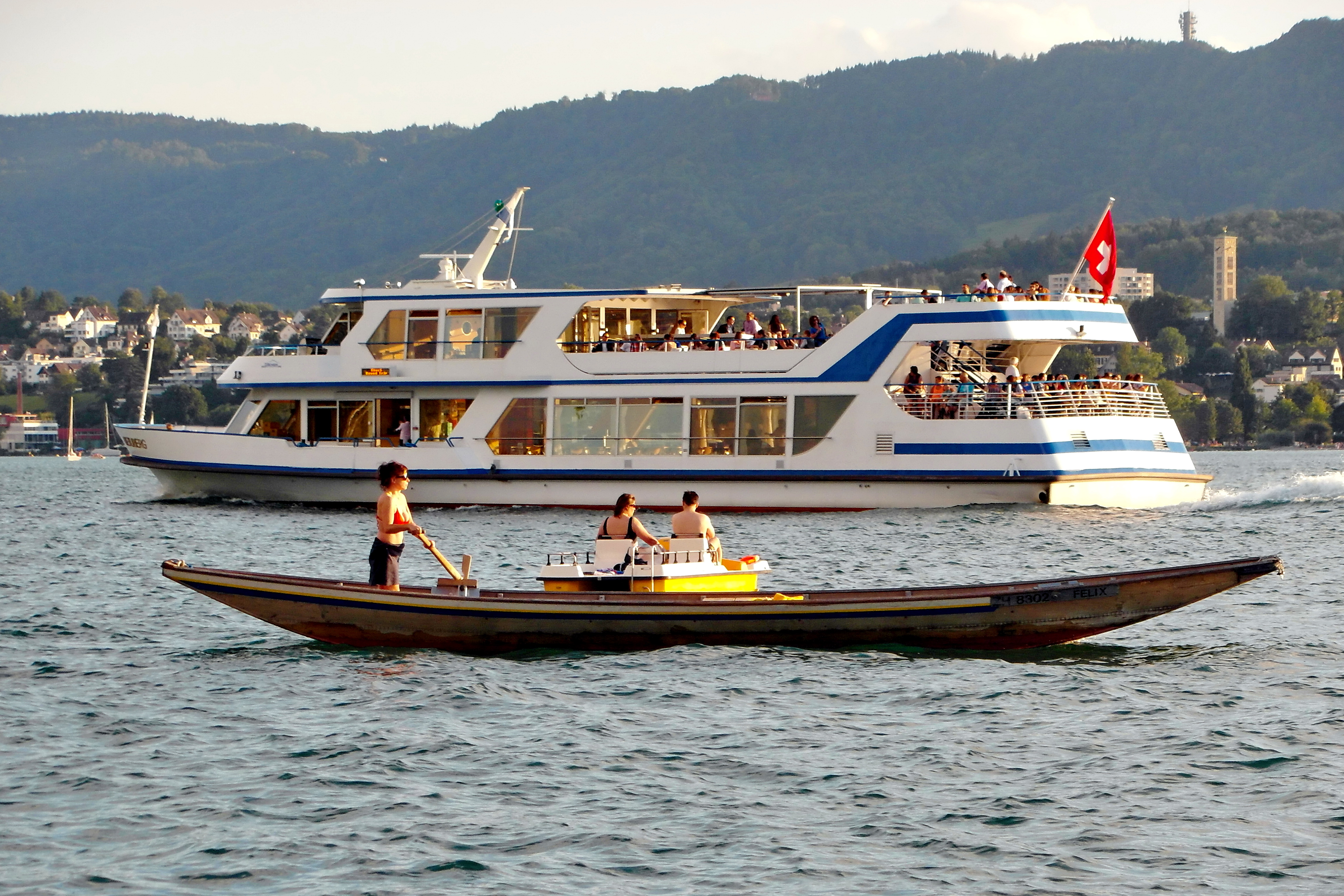
August 2012: Ein Weidling auf dem Zürichsee vor dem Züricher Stadtteil Seefeld vor einem Passagierschiff (hinten) und einem Tretboot

- Gondel (Venedig)
- Nachen
- Plätte (Alpen-Donauraum)
- Schelch
- Stocherkahn (Tübingen)
- Zille (Donau)